# Franse kampioenschappen baanwielrennen

De Franse kampioenschappen baanwielrennen zijn een reeks van wedstrijden om te bepalen wie Frans kampioen wordt in de verschillende onderdelen van het baanwielrennen.

## Mannen

### Ploegkoers
| Jaar | Goud                                | Zilver                               | Brons                                |
| ---- | ----------------------------------- | ------------------------------------ | ------------------------------------ |
| 1984 | Michel Charreard Vincent Lavenu     |                                      |                                      |
| 1995 | Jean-Michel Monin Éric Magnin       |                                      |                                      |
| 1996 | Serge Barbara Michel Dubreuil       |                                      |                                      |
| 1997 | Jérôme Neuville Andy Flickinger     |                                      |                                      |
| 1998 | Carlos Da Cruz Jean-Michel Monin    |                                      |                                      |
| 1999 | Jérôme Neuville Andy Flickinger     |                                      |                                      |
| 2000 | Damien Pommereau Robert Sassone     | Julien Tejada Jean-Michel Tessier    | Benoît Genauzeau Fabien Fernandez    |
| 2001 | Jean-Michel Tessier Robert Sassone  |                                      |                                      |
| 2002 | Jean-Michel Tessier Robert Sassone  |                                      |                                      |
| 2003 | Jérôme Neuville Nicolas Reynaud     | Matthieu Ladagnous Fabien Patanchon  | Robert Sassone Julien Tejada         |
| 2004 | Matthieu Ladagnous Fabien Patanchon | Anthony Langella Mickaël Delage      | Fabien Fernandez Benoît Genauzeau    |
| 2005 | Jérôme Neuville Laurent D'Olivier   | Matthieu Ladagnous Fabien Patanchon  | Benoît Daeninck Yoann Victor         |
| 2006 | Damien Gaudin Thibaut Mace          | Laurent D'Olivier François Lamiraud  | Jonathan Mouchel Sylvain Blanquefort |
| 2007 | Ronan Guinaudeau Alexandre Lemair   | Damien Gaudin Thibaut Mace           | Pierre-Luc Périchon Guillaume Perrot |
| 2008 | Damien Gaudin Sébastien Turgot      | Pierre-Luc Périchon Guillaume Perrot | Nicolas Rousseau Vincent Dauga       |
| 2009 | Kevin Fouache Morgan Kneisky        | Jérôme Cousin Damien Gaudin          | Rémi Badoc Vivien Brisse             |
| 2010 | Damien Gaudin Benoît Daeninck       | Alexandre Lemair Florent Gougeard    | Julien Duval Nicolas Giulia          |
| 2011 | Julien Duval Alexandre Lemair       | Bryan Coquard Morgan Lamoisson       | Damien Gaudin Kévin Réza             |
| 2012 | Bryan Coquard Morgan Lamoisson      | Fabien Le Coguic Nicolas Janvier     | Vivien Brisse Guillaume Perrot       |

### Puntenkoers
| Jaar | Goud                 | Zilver              | Brons              |
| ---- | -------------------- | ------------------- | ------------------ |
| 1981 | Régis Clère          |                     |                    |
| 1982 | Francis Castaing     |                     |                    |
| 1984 | Bernard Vallet       |                     |                    |
| 1985 | Dominique Lecrocq    |                     |                    |
| 1986 | Bruno Cornillet      |                     |                    |
| 1988 | Laurent Biondi       |                     |                    |
| 1995 | Serge Barbara        |                     |                    |
| 1996 | Philippe Ermenault   |                     |                    |
| 1997 | Philippe Ermenault   |                     |                    |
| 1998 | Serge Barbara        |                     |                    |
| 1999 | Laurent Genty        |                     |                    |
| 2000 | Franck Perque        | Philippe Ermenault  | Laurent Genty      |
| 2001 | Robert Sassone       | Sylvain Anquetil    |                    |
| 2002 | Jean-Michel Teissier | Sylvain Anquetil    | Julien Tejada      |
| 2003 | Nicolas Meunier      | Anthony Langella    | Nicolas Reynaud    |
| 2004 | Benoît Genauzeau     | Franck Champeymont  | Damien Pommereau   |
| 2005 | Anthony Langella     | Nicolas Meunier     | Nicolas Reynaud    |
| 2006 | Franck Perque        | Alexandre Blain     | Sylvain Anquetil   |
| 2007 | Benoît Daeninck      | Fabien Sanchez      | François Lamiraud  |
| 2008 | Fabien Sanchez       | Kilian Patour       | Damien Gaudin      |
| 2009 | Vivien Brisse        | Benoît Daeninck     | Guillaume Perrot   |
| 2010 | Morgan Kneisky       | Kévin Lalouette     | Benoît Daeninck    |
| 2011 | Benoît Daeninck      | Pierre-Luc Périchon | Matthieu Ladagnous |
| 2012 | Benoît Daeninck      | Alexandre Blain     | Kévin Labèque      |

### Halve Fond
| Jaar | Goud                   | Zilver                | Brons                 |
| ---- | ---------------------- | --------------------- | --------------------- |
| 1885 | Jules Dubois           | Henri Pagis           | Xavier Cruat          |
| 1886 | Frédéric de Civry      | Jules Dubois          | Alphonse Baugé        |
| 1887 | Frédéric de Civry      | Charles Terront       | Jules Dubois          |
| 1888 | Charles Terront        | Louis Cottereau       | Paul Medinger         |
| 1889 | Charles Terront        | Michel Hermet         | Henri Beconnais       |
| 1890 | Henri Beconnais        | Dominique De Mello    | Jules Dubois          |
| 1891 | Fernand Charron        | Henri Fournier        | Henri Beconnais       |
| 1892 | Henri Farman           | Jules Dubois          | SUI Charles Piquet    |
| 1893 | Lucien Louvet          | Henri Fournier        | André Fossier         |
| 1894 | Constant Huret         | Edmond Jacquelin      | Jacques Dubois        |
| 1895 | Lucien Lesna           | Pierre Lartigue       | Gustave Siolliac      |
| 1896 | Alphonse Baugé         | Edmond Williams       | Edouard-Henry Taylor  |
| 1897 | Émile Bouhours         | Paul Bourotte         | Denis Digeon          |
| 1898 | Émile Bouhours         | Alphonse Baugé        | Denis Digeon          |
| 1899 | Edouard-Henry Taylor   | Émile Bouhours        | Alphonse Baugé        |
| 1900 | Émile Bouhours         | Alphonse Baugé        | Édouard Léonard       |
| 1901 | Paul Bourotte          | Charles Jué           | Eugenio Bruni         |
| 1902 | Émile Bouhours         | Henri Contenet        | Henri Cornet          |
| 1903 | Henri Contenet         | Paul Dangla           | Charles Albert Brécy  |
| 1904 | Albert Champion        | Paul Guignard         | Henri Contenet        |
| 1905 | Paul Guignard          | Marcel Lecuyer        | César Simar           |
| 1906 | Louis Darragon         | Antoine Dussot        | Émile Bouhours        |
| 1907 | Louis Darragon         | Antoine Dussot        | Maurice Bardonneau    |
| 1908 | Georges Parent         | Paul Guignard         | Henri Contenet        |
| 1909 | Georges Parent         | Louis Darragon        | Ellena                |
| 1910 | Georges Parent         | Louis Darragon        | Maurice Bardonneau    |
| 1911 | Louis Darragon         | Émile Bouhours        | Daniel Lavalade       |
| 1912 | Paul Guignard          | Louis Darragon        | Daniel Lavalade       |
| 1913 | Paul Guignard          | Daniel Lavalade       | Georges Parent        |
| 1914 | Paul Guignard          | Georges Parent        | Achille Germain       |
| 1919 | Georges Sérès          | Laurre                |                       |
| 1920 | Georges Sérès          | Leon Didier           | Henri Fossier         |
| 1921 | Leon Didier            | Marcel Godivier       | Henri Fossier         |
| 1922 | Georges Sérès          | Gustave Ganay         | Marcel Godmer         |
| 1923 | Georges Sérès          | Léon Parisot          | Jules Miquel          |
| 1924 | Robert 'Toto' Grassin  | Gustave Ganay         | Georges Sérès         |
| 1925 | Georges Sérès          | Ali Neffati           | Marcel Godivier       |
| 1926 | Gustave Ganay          | André Jubi            | Ernest Catudal        |
| 1927 | Jean Brunier           | Léon Parisot          | Georges Paillard      |
| 1928 | Georges Paillard       | Léon Parisot          | Henri Breau           |
| 1929 | Georges Paillard       | Léon Parisot          |                       |
| 1930 | Georges Paillard       | Charles Lacquehay     | François Urago        |
| 1931 | Georges Paillard       | Charles Lacquehay     | Robert 'Toto' Grassin |
| 1932 | Georges Paillard       | Charles Lacquehay     | François Urago        |
| 1933 | Charles Lacquehay      |                       |                       |
| 1934 | Georges Paillard       | Georges Wambst        | Charles Lacquehay     |
| 1935 | Georges Wambst         | Charles Lacquehay     | Georges Paillard      |
| 1936 | André Raynaud          | Georges Wambst        | Ernest Terreau        |
| 1937 | Ernest Terreau         | Georges Wambst        | Charles Lacquehay     |
| 1938 | Henri Lemoine          | Georges Paillard      | Charles Lacquehay     |
| 1939 | Louis Minardi          | Georges Wambst        | Emile Sausin          |
| 1940 | Georges Wambst         | Raoul Lesueur         | Robert Oubron         |
| 1941 | Ernest Terreau         | Henri Lemoine         | Louis Minardi         |
| 1942 | Henri Lemoine          | Raoul Lesueur         | Louis Chaillot        |
| 1943 | Ernest Terreau         | Raoul Lesueur         | Louis Minardi         |
| 1944 | Louis Chaillot         | Louis Minardi         | Raoul Lesueur         |
| 1945 | Henri Lemoine          | Louis Chaillot        | Gabriel Claverie      |
| 1946 | Louis Chaillot         | Raoul Lesueur         | Henri Lemoine         |
| 1947 | Jean-Jacques Lamboley  | Louis Chaillot        | Raoul Lesueur         |
| 1948 | Jean-Jacques Lamboley  | Gabriel Claverie      | Paul Chocque          |
| 1949 | Raoul Lesueur          | Jean-Jacques Lamboley | Guy Bethery           |
| 1952 | Henri Lemoine          | Raoul Lesueur         | Gabriel Claverie      |
| 1953 | Henri Lemoine          | Roger Queugnet        | Guy Solente           |
| 1954 | Roger Queugnet         | Roger Rioland         | Guy Solente           |
| 1955 | Roger Godeau           | Roger Rioland         | Guy Bethery           |
| 1956 | Roger Godeau           | Ange Le Strat         | Henri Lemoine         |
| 1957 | Roger Godeau           | Bernard Bouvard       | André Boher           |
| 1958 | Bernard Bouvard        | Roger Godeau          | Georges Lavalade      |
| 1959 | Bernard Bouvard        | Roger Godeau          | Jean Raynal           |
| 1960 | Roger Godeau           | Jean Raynal           | André Retrain         |
| 1961 | Jean Raynal            | Robert Varnajo        | Michel Scob           |
| 1962 | Robert Varnajo         | Jean Raynal           | André Retrain         |
| 1963 | Robert Varnajo         | Roger Hassenforder    | André Retrain         |
| 1964 | Robert Varnajo         | Michel Scob           | Antège Godelle        |
| 1965 | Jean Raynal            | Robert Varnajo        | Michel Scob           |
| 1966 | Jean Raynal            | Daniel Salmon         | Robert Giscos         |
| 1967 | Jean Raynal            | Daniel Salmon         | Antège Godelle        |
| 1968 | Jean Raynal            | Daniel Salmon         | Antège Godelle        |
| 1969 | Michel Scob            | Jean Raynal           | Daniel Salmon         |
| 1970 | Michel Scob            |                       |                       |
| 1973 | Alain Van Lancker      | Christian Palka       | Christian Raymond     |
| 1974 | Alain Dupontreue       | Enzo Mattioda         | Bernard Masson        |
| 1975 | Enzo Mattioda          | Alain Dupontreue      | Patrick Cluzaud       |
| 1976 | Alain Dupontreue       | Enzo Mattioda         | Alain Van Lancker     |
| 1977 | Alain Dupontreue       | Mariano Martínez      | Marcel Boishardy      |
| 1978 | Alain Dupontreue       | Gilles Blanchardon    | Dominique Thiébaud    |
| 1979 | Dominique Thiébaud     |                       |                       |
| 1981 | Franck Clemente        |                       |                       |
| 1982 | Jean-Claude Lecourieux |                       |                       |
| 1983 | Jean-Claude Lecourieux |                       |                       |
| 1985 | Frédéric Vichot        | Eric Guyot            | Yvon Bertin           |
| 1986 | Jacques Decrion        | Thierry Barrault      | Gérard Simonnot       |
| 1992 | Serge Crotter-Combe    | Christian Pierron     | Marc Duval            |
| 1993 | Serge Crotter-Combe    | Hervé Dagorne         | BEL Marc Seynaeve     |
| 1994 | BEL Marc Seynaeve      | Michel Dubreuil       | Frederic Thomas       |
| 1997 | BEL Marc Seynaeve      | Serge Crotter-Combe   | Nicolas Fournier      |
| 1999 | Anthony Gillot         | BEL Marc Seynaeve     | Olivier Ouvrard       |
| 2000 | Anthony Gillot         | BEL Marc Seynaeve     | Serge Crotter-Combe   |
| 2001 | BEL Marc Seynaeve      | Anthony Gillot        | Stéphane Benetiere    |
| 2002 | Stéphane Benetiere     | Samuel Dumoulin       | BEL Marc Seynaeve     |
| 2003 | Samuel Dumoulin        | Stéphane Benetiere    | Steven Dupouy         |
| 2004 | Stéphane Benetiere     | Anthony Gillot        | Mickaël Buffaz        |
| 2005 | Samuel Dumoulin        | David Derepas         | Benoît Daeninck       |
| 2006 | David Derepas          | François Lamiraud     | Benoît Daeninck       |
| 2007 | David Derepas          | Mickaël Buffaz        | Émilien Clère         |
| 2008 | Mickaël Buffaz         | David Derepas         | Antoine Gorichon      |
| 2009 | David Derepas          | Antoine Gorichon      | Émilien Clère         |
| 2010 | David Derepas          | François Lamiraud     | Antoine Gorichon      |
| 2011 | Benoît Daeninck        | David Derepas         | Émilien Clère         |
| 2012 | Benoît Daeninck        | David Derepas         | Antoine Gorichon      |

### Keirin
| Jaar | Goud               | Zilver              | Brons               |
| ---- | ------------------ | ------------------- | ------------------- |
| 1995 | Frédéric Lancien   |                     |                     |
| 1996 | Frédéric Magné     |                     |                     |
| 1997 | John Giletto       |                     |                     |
| 1998 | Florian Rousseau   |                     |                     |
| 1999 | John Giletto       |                     |                     |
| 2000 | Frédéric Magné     | Florian Rousseau    | Laurent Gané        |
| 2001 | Vincent Le Quellec | Mickaël Bourgain    | Florian Rousseau    |
| 2002 | Hervé Gané         | Laurent Gané        | John Giletto        |
| 2003 | Laurent Gané       | Mickaël Bourgain    | John Giletto        |
| 2004 | Mickaël Bourgain   | Hervé Gané          | Sébastien Henriette |
| 2005 | Mickaël Bourgain   | Arnaud Tournant     | Sébastien Notin     |
| 2006 | Kévin Sireau       | Sébastien Notin     | Mickaël Bourgain    |
| 2007 | Grégory Baugé      | Didier Henriette    | François Pervis     |
| 2008 | Kévin Sireau       | Sébastien Henriette | Arnaud Tournant     |
| 2009 | Mickaël Bourgain   | Grégory Baugé       | Kévin Sireau        |
| 2010 | Kévin Sireau       | Adrien Doucet       | Quentin Lafargue    |
| 2011 | Quentin Lafargue   | Mickaël Bourgain    | Charlie Conord      |
| 2012 | Quentin Lafargue   | Michaël D'Almeida   | Mickaël Bourgain    |

### 1KM
| Jaar | Goud              | Zilver               | Brons                |
| ---- | ----------------- | -------------------- | -------------------- |
| 1973 | Patrick Pechio    | Pierre Trentin       | Serge Aubey          |
| 1974 | Pierre Trentin    | Daniel Morelon       | Jean-Pierre Devreese |
| 1975 | Pierre Trentin    | Jean-Pierre Devreese | Alex Pontet          |
| 1976 | Éric Vermeulen    | Pierre Trentin       | Alex Pontet          |
| 1977 | Éric Vermeulen    | Yavé Cahard          | Pierre Trentin       |
| 1978 | Yavé Cahard       | Éric Vermeulen       | Pierre Biscaye       |
| 1979 | Yavé Cahard       | Éric Vermeulen       | Jacques Dolhats      |
| 1980 | Yavé Cahard       | Yvon Cloarec         | Franck Delpine       |
| 1981 | Yavé Cahard       | Yvon Cloarec         | Philippe Boyer       |
| 1982 | Philippe Vernet   | Christophe Vilbrod   | Yvon Cloarec         |
| 1983 | Philippe Boyer    | Michel Cortinovis    | Guy Rollande         |
| 1984 | Fabrice Colas     | Philippe Boyer       | Christophe Vilbrod   |
| 1985 | Philippe Boyer    | Christophe Vilbrod   | Fabrice Colas        |
| 1986 | Philippe Boyer    | Fabrice Colas        | Laurent Sikorski     |
| 1987 | Philippe Boyer    | Christophe Vilbrod   | Fabien Surault       |
| 1988 | Frédéric Magné    | Fabrice Colas        | Luc Migraine         |
| 1989 | Frédéric Magné    | Luc Migraine         | Fabrice Colas        |
| 1990 | Frédéric Magné    | Luc Migraine         | Denys Lemyre         |
| 1991 | Frédéric Magné    | Frédéric Lancien     | Luc Migraine         |
| 1992 | Frédéric Lancien  | Frédéric Magné       | Benoît Vétu          |
| 1993 | Florian Rousseau  | Hervé Robert Thuet   | Frédéric Lancien     |
| 1994 | Florian Rousseau  | Frédéric Lancien     | Benoît Vétu          |
| 1995 | Florian Rousseau  | Frédéric Lancien     | Hervé Robert Thuet   |
| 1996 | Florian Rousseau  | Hervé Robert Thuet   | Laurent Accart       |
| 1997 | Arnaud Tournant   | Hervé Robert Thuet   | Damien Gérard        |
| 1998 | Arnaud Tournant   | Frédéric Lancien     | Hervé Robert Thuet   |
| 1999 | Arnaud Tournant   | Hervé Robert Thuet   | Mickaël Bourgain     |
| 2000 | Arnaud Tournant   | Hervé Robert Thuet   | Arnaud Duble         |
| 2001 | Arnaud Tournant   | Hervé Robert Thuet   | Arnaud Duble         |
| 2002 | Arnaud Tournant   | Hervé Gané           | Arnaud Duble         |
| 2003 | Mickaël Bourgain  | Arnaud Tournant      | Mathieu Mandard      |
| 2004 | Arnaud Tournant   | Sébastien Notin      | Hervé Gané           |
| 2005 | François Pervis   | Sébastien Henriette  | Sébastien Notin      |
| 2006 | François Pervis   | Kévin Sireau         | Michaël D'Almeida    |
| 2007 | François Pervis   | Didier Henriette     | Sébastien Henriette  |
| 2008 | Michaël D'Almeida | Ghislain Boiron      | Adrien Doucet        |
| 2009 | François Pervis   | Quentin Lafargue     | Charlie Conord       |
| 2010 | Quentin Lafargue  | Thomas Bonafos       | Florian Vernay       |
| 2011 | Quentin Lafargue  | Michaël D'Almeida    | François Pervis      |
| 2012 | Michaël D'Almeida | François Pervis      | Quentin Lafargue     |

### Omnium
| Jaar | Goud          | Zilver        | Brons            |
| ---- | ------------- | ------------- | ---------------- |
| 2010 | Julien Duval  | Bryan Coquard | Maxime Daniel    |
| 2012 | Bryan Coquard | Vivien Brisse | Fabien Le Coguic |

### Achtervolging
| Jaar    | Goud                    | Zilver                 | Brons                   |
| ------- | ----------------------- | ---------------------- | ----------------------- |
| 1941    | Louis Aimar             |                        | Adolphe Prat            |
| 1942    | Louis Aimar             |                        |                         |
| 1943    | Adolphe Prat            |                        |                         |
| 1944    | André Blanchet          |                        | Adolphe Prat            |
| 1945    | André Blanchet          | Adolphe Prat           |                         |
| 1946    | Roger Piel              |                        | Adolphe Prat            |
| 1947    | Emile Carrara           |                        |                         |
| 1948    | Roger Rioland           | Aimé Landrieux         |                         |
| 1949    | Roger Piel              |                        |                         |
| 1950    | Roger Piel              |                        |                         |
| 1950    | Paul Matteoli           |                        |                         |
| 1950    | Paul Matteoli           |                        |                         |
| 1951    | Paul Matteoli           | Roger Piel             | Roger Rioland           |
| 1951    | Paul Matteoli           |                        |                         |
| 1951    | Paul Matteoli           | Roger Rioland          |                         |
| 1951    | Paul Matteoli           |                        |                         |
| 1951    | Roger Rioland           |                        |                         |
| 1952    | Roger Rioland           | Paul Matteoli          |                         |
| 1952    | Henri Andrieux          | Roger Rioland          |                         |
| 1953    | Henri Andrieux          | Roger Rioland          |                         |
| 1953    | Henri Andrieux          | Roger Hassenforder     |                         |
| 1954    | Henri Andrieux          | Paul Matteoli          |                         |
| 1954    | Roger Hassenforder      | Henri Andrieux         |                         |
| 1954    | Roger Hassenforder      | Claude Le Ber          |                         |
| 1955    | Henri Andrieux          | Roger Hassenforder     |                         |
| 1955    | Claude Le Ber           | Henri Andrieux         |                         |
| 1955    | Isaac Vitré             | Claude Le Ber          |                         |
| 1955    | Jacques Anquetil        | Isaac Vitré            |                         |
| 1956    | Jacques Anquetil        | Henri Andrieux         |                         |
| 1956    | Jacques Anquetil        | Isaac Vitré            |                         |
| 1957    | Roger Rivière           | Jacques Anquetil       | Pierre Brun             |
| 1958    | Albert Bouvet           | Roger Rivière          | Isaac Vitré             |
| 1959    | Albert Bouvet           | Jacques Bellenger      | Isaac Vitré             |
| 1960    | Albert Bouvet           | Joseph Velly           | Philippe Gaudrillet     |
| 1961    | Joseph Velly            | Albert Bouvet          | Philippe Gaudrillet     |
| 1962    | Albert Bouvet           | Joseph Velly           | Marcel Delattre         |
| 1963    | Albert Bouvet           | Joseph Velly           | Michel Nédélec          |
| 1964    | Marcel Delattre         | Joseph Velly           | Claude Valdois          |
| 1965    | Michel Nédélec          | Jean Dupont            | Marcel Delattre         |
| 1966    | Charly Grosskost        | Camille Le Menn        | Michel Nédélec          |
| 1967    | Charly Grosskost        | Jacques Anquetil       | Camille Le Menn         |
| 1968    | Charly Grosskost        | Jean Sadot             | Bernard Guyot           |
| 1969    | Charly Grosskost        | Roger Pingeon          | Georges Chappe          |
| 1970    | Charly Grosskost        | Gérard Moneyron        | Bernard Thévenet        |
| 1971-72 | niet gehouden           |                        |                         |
| 1973    | Daniel Rébillard        | Henri-Paul Fin         | Joseph Carletti         |
| 1974    | Charly Grosskost        | Daniel Rébillard       | Henri-Paul Fin          |
| 1975    | Bernard Hinault         | Gérard Moneyron        | Bernard Croyet          |
| 1976    | Bernard Hinault         | Patrick Cluzaud        | Bernard Quilfen         |
| 1977    | Yves Hézard             | Christian Muselet      | Bernard Croyet          |
| 1978    | Jacques Bossis          | Bernard Vallet         | Patrick Hosotte         |
| 1979    | niet gehouden           |                        |                         |
| 1980    | Patrick Hosotte         | Jacques Bossis         | Joel Galopin            |
| 1981    | Alain Bondue            | Régis Clère            | Pascal Poisson          |
| 1982    | Alain Bondue            | Pierre-Henri Menthéour | Pascal Jules            |
| 1983    | niet gehouden           |                        |                         |
| 1984    | Gilbert Duclos-Lassalle | Bernard Vallet         | Régis Clère             |
| 1985    | Alain Bondue            | Régis Clère            | Philippe Louviot        |
| 1986    | Alain Bondue            | Joël Pelier            | Didier Garcia           |
| 1987    | Jean-Claude Colotti     | Laurent Biondi         | Gilbert Duclos-Lassalle |
| 1988    | Thierry Marie           | Régis Clère            | Laurent Biondi          |
| 1989-91 | niet gehouden           |                        |                         |
| 1992    | Philippe Ermenault      | Pascal Potie           | Jean-Yves Mancais       |
| 1993    | Philippe Ermenault      | Eddy Seigneur          | Francis Moreau          |
| 1994    | Philippe Ermenault      | Francis Moreau         | Samuel Renaux           |
| 1995    | Philippe Ermenault      | Francis Moreau         | Cyril Bos               |
| 1996    | Philippe Ermenault      | Cyril Bos              | Jérôme Neuville         |
| 1997    | Philippe Ermenault      | Jérôme Neuville        | Franck Perque           |
| 1998    | Francis Moreau          | Philippe Ermenault     | Jérôme Neuville         |
| 1999    | Philippe Ermenault      | Francis Moreau         | Jérôme Neuville         |
| 2000    | Philippe Gaumont        | Jérôme Neuville        | Philippe Ermenault      |
| 2001    | Jérôme Neuville         | Damien Pommereau       | Cyril Bos               |
| 2002    | Philippe Gaumont        | Jérôme Neuville        | Cyril Bos               |
| 2003    | Jérôme Neuville         | Franck Perque          | Fabien Sanchez          |
| 2004    | Fabien Sanchez          | Anthony Langella       | Damien Monier           |
| 2005    | Damien Monier           | Fabien Sanchez         | Jonathan Mouchel        |
| 2006    | Jonathan Mouchel        | François Lamiraud      | Sébastien Thomas        |
| 2007    | Fabien Sanchez          | Benoît Daeninck        | Sébastien Thomas        |
| 2008    | Damien Monier           | Maxime Bouet           | Fabien Sanchez          |
| 2009    | Damien Gaudin           | Julien Duval           | Jérôme Cousin           |
| 2010    | Damien Gaudin           | Julien Morice          | Julien Duval            |
| 2011    | Matthieu Ladagnous      | Julien Morice          | Damien Gaudin           |
| 2012    | Damien Gaudin           | Kévin Labèque          | Julien Duval            |

### Ploegenachtervolging
| Jaar | Goud                                                                                | Zilver                                                                                 | Brons                                                                               |
| ---- | ----------------------------------------------------------------------------------- | -------------------------------------------------------------------------------------- | ----------------------------------------------------------------------------------- |
| 2000 | Philippe Gaumont Robert Sassone Francis Moreau Damien Pommereau                     | Sylvain Anquetil Cyril Bos David Hubschwerlin Fabien Merciris                          | Franck Perque Christophe Capelle Philippe Ermenault Vincent Socquin                 |
| 2004 | Fabien Patanchon Matthieu Ladagnous Cédric Agez Mickaël Delage Jonathan Mouchel     | Vincent Soquin Fabien Merciris Cyril Bos Yves Delarue                                  | Nicolas Rousseau François Lamiraud Michaël Chaussard Damien Tristant                |
| 2005 | Matthieu Ladagnous Anthony Langella Fabien Sanchez Mickaël Malle                    | Jonathan Mouchel Cédric Agez Fabien Patanchon Yannick Marie                            | Mathieu Babin Nicolas Rousseau Kévin Rethoré Sébastien Gréau                        |
| 2006 | Mickaël Delage Matthieu Ladagnous Jonathan Mouchel Sylvain Blanquefort Mikaël Preau | Maxime Lecoeur Charly Legris Ronan Guinaudeau Sébastien Desplanques Alexandre Bosquain | Yann Guyot William Le Corre Laurent Le Gac Kévin Piriou Yann Rault                  |
| 2007 | Alexandre Lemair Ronan Guinaudeau Étienne Pieret Maxime Lecoeur                     | Andy Flickinger Vivien Brisse Guillaume Perrot François Lamiraud Pierre Luc Perrichon  | Fabien Sanchez Arnaud Depreeuw Yann Meulemans Jean-Marc Maurin                      |
| 2008 | Damien Gaudin Jérôme Cousin Fabrice Jeandesboz Sébastien Turgot                     | Jonathan Mouchel Jonathan Balbuena Maxime Bouet Renaud Pioline                         | Arnaud Depreeuw Fabien Sanchez Sébastien Thomas Thomas Vaubourzeix                  |
| 2009 | Damien Gaudin Jérôme Cousin Bryan Nauleau Angélo Tulik                              | Alexis Jarry Morgan Lamoisson Maël Maziou Alexandre Piat                               | Morgan Kneisky Guillaume Perrot François Lamiraud Kévin Fouache                     |
| 2010 | Benoît Daeninck Damien Gaudin Julien Morice Bryan Naulleau Jérémie Souton           | Julien Duval Nicolas Giulia Kévin Lalouette Alexandre Lemair                           | Jean-Edouard Antz Jonathan Balbuena Jonathan Brunel Jonathan Mouchel Fabien Sanchez |
| 2011 | Benoît Daeninck Damien Gaudin Julien Morice Bryan Coquard Morgan Lamoisson          | Laurent Pichon Nicolas Janvier Fabien Le Coguic Romain Le Roux                         | Vivien Brisse Kévin Labèque Jonathan Mouchel Matthieu Ladagnous                     |
| 2012 | Alexandre Lemair Alexis Gougeard Julien Duval Kévin Lesellier                       | Kévin Labèque Émeric Choisy Cyril Maitre Kévin Réza                                    | Damien Gaudin Julien Morice Kévin Fouache Jean-Marie Gouret                         |

### Scratch
| Jaar | Goud              | Zilver           | Brons               |
| ---- | ----------------- | ---------------- | ------------------- |
| 2008 | Romain Sicard     | Guillaume Perrot | Mathieu Delaroziere |
| 2009 | Morgan Kneisky    | Julien Duval     | Jonathan Mouchel    |
| 2010 | Laurent Pichon    | Morgan Lamoisson | Julien Duval        |
| 2011 | Bryan Coquard     | Morgan Lamoisson | Vivien Brisse       |
| 2012 | Romain Guillemois | Nicolas Janvier  | Bryan Coquard       |

### Sprint
| Jaar             | Goud                | Zilver               | Brons                   |
| ---------------- | ------------------- | -------------------- | ----------------------- |
| 1881             | Frédéric de Civry   |                      |                         |
| 1882             | Frédéric de Civry   |                      |                         |
| 1883             | Paul Medinger       |                      |                         |
| 1884             | Paul Medinger       |                      |                         |
| 1885             | Paul Medinger       |                      |                         |
| 1886             | Charles Terront     |                      |                         |
| 1887             | Paul Medinger       |                      |                         |
| 1888             | Paul Chereau        |                      |                         |
| 1889             | niet georganiseerd  |                      |                         |
| 1890             | Louis Cottereau     |                      |                         |
| 1891             | Paul Medinger       |                      |                         |
| 1892             | Georges Cassignard  |                      |                         |
| 1893             | Georges Cassignard  |                      |                         |
| 1894             | Fernand Mercier     |                      |                         |
| 1894             | Maurice Farman      |                      |                         |
| 1895             | Paul Bourrillon     |                      |                         |
| 1896             | Edmond Jacquelin    |                      |                         |
| 1897             | Paul Bourrillon     |                      |                         |
| 1898             | Ludovic Morin       |                      |                         |
| 1899             | Paul Bourrillon     |                      |                         |
| 1900             | Edmond Jacquelin    |                      |                         |
| 1901             | Charles Jue         |                      |                         |
| 1902             | Edmond Jacquelin    |                      |                         |
| 1903             | Victor Thuau        |                      |                         |
| 1904             | Émile Friol         |                      |                         |
| 1905             | Gabriel Poulain     |                      |                         |
| 1906             | Émile Friol         |                      |                         |
| 1907             | Émile Friol         |                      |                         |
| 1908             | Léon Hourlier       | Émile Friol          | Léon Comès              |
| 1909             | Victor Dupré        |                      |                         |
| 1910             | Émile Friol         |                      |                         |
| 1911             | Léon Hourlier       |                      |                         |
| 1912             | André Perchicot     |                      |                         |
| 1913             | Émile Friol         |                      |                         |
| 1914             | Léon Hourlier       |                      |                         |
| 1919             | Pierre Sergent      |                      |                         |
| 1920             | Marcel Dupuy        |                      |                         |
| 1921             | Marcel Dupuy        |                      |                         |
| 1922             | Gabriel Poulain     |                      |                         |
| 1923             | Maurice Schilles    |                      |                         |
| 1924             | Gabriel Poulain     |                      |                         |
| 1925             | Lucien Michard      |                      |                         |
| 1926             | Maurice Schilles    |                      |                         |
| 1927             | Lucien Michard      |                      |                         |
| 1928             | Lucien Michard      |                      |                         |
| 1928             | Lucien Faucheux     |                      |                         |
| 1928             | Lucien Faucheux     |                      |                         |
| 1929             | Lucien Michard      |                      |                         |
| 1929             | Lucien Faucheux     |                      |                         |
| 1930             | Lucien Michard      |                      |                         |
| 1931             | Lucien Faucheux     |                      |                         |
| 1932             | Louis Gérardin      |                      |                         |
| 1933             | Lucien Michard      |                      |                         |
| 1934             | Lucien Michard      |                      |                         |
| 1935             | Lucien Michard      |                      |                         |
| 1936             | Louis Gérardin      |                      |                         |
| 1937             | Louis Chaillot      |                      |                         |
| 1938             | Louis Gérardin      |                      |                         |
| 1939             | Guy Renaudin        |                      |                         |
| 1940             | niet georganiseerd  |                      |                         |
| 1941             | Louis Gérardin      |                      |                         |
| 1942             | Louis Gérardin      | Georges Senfftleben  | Guy Renaudin            |
| 1943             | Louis Gérardin      | Georges Senfftleben  | Guy Renaudin            |
| 1944             | Georges Senfftleben | Louis Gérardin       |                         |
| 1945             | Louis Gérardin      |                      | Georges Senfftleben     |
| 1946             | Louis Gérardin      |                      |                         |
| 1947             | Georges Senfftleben |                      |                         |
| 1948             | Georges Senfftleben |                      |                         |
| 1949             | Louis Gérardin      |                      |                         |
| 1950Émile Lognay |                     |                      |                         |
| 1950             | Louis Gérardin      |                      |                         |
| 1950             | Jacques Bellenger   |                      |                         |
| 1951             | Georges Senfftleben |                      |                         |
| 1951             | Georges Senfftleben |                      |                         |
| 1951             | Jacques Bellenger   |                      |                         |
| 1952             | Georges Senfftleben |                      |                         |
| 1952             | Émile Lognay        |                      |                         |
| 1953             | Jacques Bellenger   |                      |                         |
| 1954             | Jacques Bellenger   |                      | Georges Senfftleben     |
| 1955             | Jacques Bellenger   |                      |                         |
| 1956             | Roger Gaignard      |                      |                         |
| 1957             | Roger Gaignard      |                      |                         |
| 1958             | Roger Gaignard      |                      |                         |
| 1959             | Michel Rousseau     |                      |                         |
| 1960             | Michel Rousseau     |                      |                         |
| 1961             | Michel Rousseau     |                      |                         |
| 1962             | Michel Rousseau     |                      |                         |
| 1963             | Roger Gaignard      |                      |                         |
| 1964             | Roger Gaignard      |                      |                         |
| 1965             | Roger Gaignard      |                      |                         |
| 1966             | Bernard Charruau    | Roger Gaignard       | Christian Gastadi       |
| 1967             | Michel Rousseau     | André Gruchet        | Bernard Charruau        |
| 1968             | André Gruchet       |                      |                         |
| 1969             | Jacky Mourioux      |                      |                         |
| 1970             | Cyrille Guimard     | Gérard Billard       | Christian Davaine       |
| 1971-75          | pas organisé        |                      |                         |
| 1976             | Serge Aubey         | Jean-Jacques Fussien | Jean-François Pescheux  |
| 1977             | Serge Aubey         | Jean-Jacques Fussien | Jean-Louis Danguillaume |
| 1978             | Yves Daniel         |                      |                         |
| 1979             | niet georganiseerd  |                      |                         |
| 1980             | Daniel Morelon      |                      | Alain Patritti          |
| 1981             | Francis Castaing    |                      |                         |
| 1982             | Yavé Cahard         | Francis Castaing     | Yvon Bertin             |
| 1983             | niet georganiseerd  |                      |                         |
| 1984             | Philippe Vernet     |                      |                         |
| 1985             | Yavé Cahard         | Philippe Vernet      | Patrick Da Rocha        |
| 1986             | Patrick Da Rocha    | Dominique Lecrocq    | Philippe Lauraire       |
| 1987             | Patrick Da Rocha    |                      |                         |
| 1988             | Patrick Da Rocha    |                      |                         |
| 1989-91          | niet georganiseerd  |                      |                         |
| 1992             | Frédéric Magné      | Hervé Robert Thuet   | Frédéric Lancien        |
| 1993             | Fabrice Colas       | Florian Rousseau     | Frédéric Magné          |
| 1994             | Frédéric Magné      | Florian Rousseau     | Fabrice Colas           |
| 1995             | Florian Rousseau    | Vincent Le Quellec   | Frédéric Lancien        |
| 1996             | Florian Rousseau    | Frédéric Magné       | Hervé Robert Thuet      |
| 1997             | Florian Rousseau    | Arnaud Tournant      | Frédéric Magné          |
| 1998             | Florian Rousseau    | Vincent Le Quellec   |                         |
| 1999             | Laurent Gané        | Arnaud Tournant      | Frédéric Magné          |
| 2000             | Florian Rousseau    | Laurent Gané         | Frédéric Magné          |
| 2001             | Laurent Gané        | Florian Rousseau     | Arnaud Tournant         |
| 2002             | Laurent Gané        | Arnaud Tournant      | Florian Rousseau        |
| 2003             | Laurent Gané        | Mickaël Bourgain     | Arnaud Tournant         |
| 2004             | Laurent Gané        | Arnaud Tournant      | Mickaël Bourgain        |
| 2005             | Arnaud Tournant     | Mickaël Bourgain     | Hervé Gané              |
| 2006             | Kévin Sireau        | Grégory Baugé        | Arnaud Tournant         |
| 2007             | Grégory Baugé       | Kévin Sireau         | Mickaël Bourgain        |
| 2008             | Kévin Sireau        | Arnaud Tournant      | Mickaël Bourgain        |
| 2009             | Grégory Baugé       | Kévin Sireau         | Mickaël Bourgain        |
| 2010             | Kévin Sireau        | Mickaël Bourgain     | Adrien Doucet           |
| 2011             | Grégory Baugé       | Quentin Lafargue     | Mickaël Bourgain        |
| 2012             | François Pervis     | Mickaël Bourgain     | Charlie Conord          |

### Ploeg sprint
| Jaar | Goud                                              | Zilver                                       | Brons                                           |
| ---- | ------------------------------------------------- | -------------------------------------------- | ----------------------------------------------- |
| 2005 | Kévin Sireau Mathieu Mandard Alexis Jarry         |                                              |                                                 |
| 2006 | Michaël D'Almeida Grégory Baugé Rémi Rano         |                                              |                                                 |
| 2007 | Kenny Cyprien Charlie Conord Thierry Jollet       |                                              |                                                 |
| 2008 | Julien Palma Sébastien Marques Alexandre Piat     |                                              |                                                 |
| 2009 | Vincent Picaud Kévin Guillot Judicaël Le Champion |                                              |                                                 |
| 2010 | Sebastien Marques Julien Palma Victor Palma       |                                              |                                                 |
| 2011 | Erwann Aubernon Benjamin Edelin Killian Evenot    | Anthony Jacques Julien Palma Enzo Boisset    | Jérémy Paillusson Antoine Masson Maxence Pousse |
| 2012 | Thomas Valadier Kilian Evenot Erwann Aubernon     | Thomas Denis Théophile Leblanc Kévin Sellier | Thomas Copponi Enzo Ceausu Guillaume Gonzalez   |